# Passavant-la-Rochère
Passavant-la-Rochère è un comune francese di 704 abitanti situato nel dipartimento dell'Alta Saona nella regione della Borgogna-Franca Contea.

## Società

### Evoluzione demografica
Abitanti censiti